# Новоолександрівська сільська рада (Дніпровський район)
| Новоолександрівська сільська рада — орган місцевого самоврядування у Дніпровському районі Дніпропетровської області з адміністративним центром у c. Новоолександрівка. Сільській раді підпорядковані населені пункти: - c. Новоолександрівка - с. Братське - с. Дніпрове - с. Дороге - с-ще Дослідне - с. Кам'янка - с. Старі Кодаки - с. Чувилине |

Населення: 9040 осіб у 1959 р., 9045 у 2005 р.

### Склад ради
Рада складається з 30 депутатів та голови.

### Керівний склад сільської ради
| ПІБ                             | Основні відомості                                                                       | Дата обрання | Дата звільнення |
| ------------------------------- | --------------------------------------------------------------------------------------- | ------------ | --------------- |
| Приймаченко Валентина Василівна | Сільський голова, 1955 року народження, освіта, позапартійна                            | 26.03.2006   | 31.10.2010      |
| Візір Олександр Олексійович     | Сільський голова, 1951 року народження, освіта середня спеціальна, член Партії регіонів | 31.10.2010   |                 |

Примітка: таблиця складена за даними джерела

### Адреса ради
Адреса: 52070, с. Новоолександрівка, вул. Сурська, 74

## Археологія
Археологічні розкопки показали, що місцевість сучасної Новоолександрівської сільради була заселена ще у давні часи.
Поблизу села Старі Кодаки виявлено палеолітичну стоянку (понад 40 тис. років тому); 2 стоянки пізнього палеоліту (понад 16 тис. років тому) виявлено біля села Волоське, а також в селі Дніпровому.
Могильник та 2 поселення часів мезоліту (13-7 тис. років до Р. Х.) досліджувалися у селі Майорка та біля села Волоське.
Крім того, біля Волоського виявлено поселення часів неоліту (IV тисячоліття до Р. Х.).
Кілька поселень та могильники доби бронзи (III-І тисячоліття до н. е.) знайдені в селах Майорці, Дніпровському та Волоському.
Поблизу останнього в кургані «Сторожова Могила» розкопано рештки найдавнішої в Східній Європі гарби.
Біля с. Волоського розкопували також кургани скіфського часу (V-III століття до Р. Х.).
Сарматське поховання (IV століття н. е.) знайдено поблизу села Ракшівка.
Могильники черняхівської культури (II-V століття Р. Х.) виявлені біля с. Волоського та в с. Дніпровому. Біля Старих Кодаків знайдено також рештки слов'янського поселення періоду Київської Русі.